# Борки (Задонский район)
Борки́ — деревня Задонского района Липецкой области России. Входит в состав Каменского сельсовета.

## География
Деревня расположена на Среднерусской возвышенности, в южной части региона, в центральной части Задонского района, на левом берегу реки Каменки. Смыкается с деревней Успеновка. В 15 км восточнее — город Задонск.
Общая площадь земель деревни — 0,066 тыс. га

## Топоним
Название было дано по близлежащим боркам (лескам).

## История
По документам Борки известны с 1777 года, когда принадлежали отставному генерал-поручику Михайле Ласунскому.

## Население
| 2010 |
| ---- |
| 47   |

## Инфраструктура
Личное подсобное хозяйство.
Основа экономики — сельское хозяйство.

## Транспорт
Общая протяженность улично-дорожной сети в существующих границах деревни — 2,08 км
Остановка общественного транспорта «Борки».